# Guesálaz
Guesálaz —más comúnmente Valle de Guesálaz— (cooficialmente en euskera: Gesalatz) es un municipio compuesto español de la Comunidad Foral de Navarra, situado en la Merindad de Estella, en la comarca de Estella Oriental y a 35 km de la capital de la comunidad, Pamplona. Su población en 2024 era de 433 habitantes (INE).
El municipio está compuesto por 11 concejos: Arguiñano, Esténoz, Garísoain, Guembe, Irurre, Iturgoyen, Izurzu, Lerate, Muez, Muniáin y Vidaurre y por 4 lugares habitados: Arzoz, Irujo, Muzqui y Viguria.

## Toponimia
El nombre del valle parece claramente relacionado con la palabra en lengua vasca gezal o gesal que significa agua salada. No en vano, el principal curso fluvial del valle recibe actualmente el nombre de Río Salado, debido precisamente a su elevada salinidad. Sin embargo, la segunda parte del topónimo no está tan clara.
Mikel Belasko en su glosario etimológica de localidades de Navarra sugiere una etimología bastante plausible basada en la expresión gesal lats, que significa en lengua vasca arroyo de agua salada.

## Símbolos

### Escudo
El escudo de armas del valle de Guesálaz tiene el siguiente blasón:

Trae de azur y el nombre de Guesálaz en letras de oro. En bordura de gules las cadenas de Navarra de Oro.

Así está pintado en el friso del Salón del Trono del Palacio de Navarra.

## Geografía
El valle de Guesálaz está situado en la parte central de la Comunidad Foral de Navarra y nordeste de la Merindad de Estella. Su capital, Muez, se encuentra a una altitud de 522 m s. n. m. Su término municipal tiene una superficie de 72,82 km² y limita al norte con la sierra de Andía y el municipio de Goñi, al este, con los de Salinas de Oro y Guirguillano, al sur, con el de Cirauqui y al oeste con los de Yerri y Lezáun. El municipio cuenta con un enclave de formado por los concejos de Muniáin de Guesálaz e Izurzu, que limita al norte con el municipio de Goñi, al este, con los de Echarri, Ciriza y Echauri, al sur, con el de Vidaurreta y, al oeste, con el de Salinas de Oro.

## Demografía
Guesálaz cuenta con una población de 433 habitantes (INE 2024).

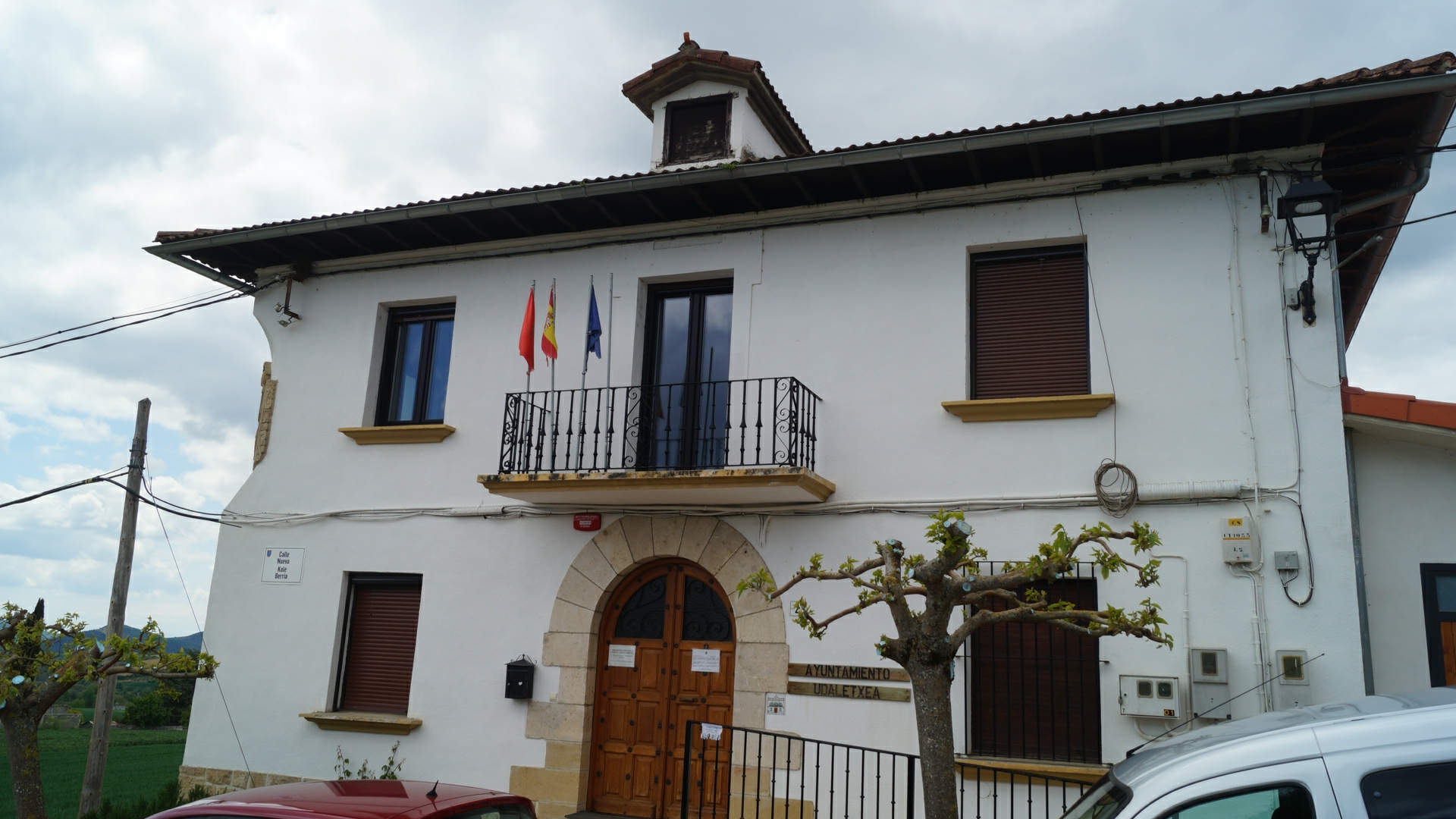
Casa consistorial de Guesálaz

| Gráfica de evolución demográfica de Guesálaz entre 1857 y 2021 |
| |
| Población de derecho según los censos de población del INE. Población de hecho según los censos de población del INE.En estos censos se denominaba Guesálaz: 1842, 1857, 1860, 1877, 1887, 1897, 1900, 1910, 1920, 1930, 1940, 1950, 1960, 1970, 1981, 1991 y 2001 Entre el censo de 1857 y el anterior, crece el término del municipio porque incorpora a 315008 (Arguiñano), 315016 (Arzoz), 315035 (Estenoz), 315038 (Garísoain), 315044 (Guembe), 315054 (Irujo), 315058 (Iturgoyen), 315078 (Muez), 315080 (Muniain), 315086 (Muzqui), 315111 (Vidaurre), 315112 (Viguria), 315117 (Yturzo). |

### Núcleos de población
El municipio se divide en las siguientes entidades de población, según el nomenclátor de población publicado por el INE (Instituto Nacional de Estadística). Los datos de población se refieren a 2014
| Entidad de Población | Población (2014) |
| -------------------- | ---------------- |
| Arguiñano            | 36               |
| Arzoz                | 17               |
| Esténoz              | 22               |
| Garísoain            | 27               |
| Guembe               | 32               |
| Irujo                | 10               |
| Irurre               | 42               |
| Iturgoyen            | 97               |
| Izurzu               | 25               |
| Lerate               | 25               |
| Muez                 | 49               |
| Muniáin              | 20               |
| Muzqui               | 9                |
| Vidaurre             | 39               |
| Viguria              | 6                |

## Administración y política
| Partido político                                  | 2015  | 2015       | 2011  | 2011       | 2007  | 2007       | 2003  | 2003       | 1999  | 1999       | 1995  | 1995       | 1991  | 1991       |
| Partido político                                  | %     | Concejales | %     | Concejales | %     | Concejales | %     | Concejales | %     | Concejales | %     | Concejales | %     | Concejales |
| Agrupación Independiente Valle de Guesalaz (AIVG) | 52,22 | 4          | 60,82 | 4          | 57,48 | 4          | 96,49 | 7          | 41,46 | 3          | 92,79 | 7          | 91,71 | 7          |
| GAT                                               | 32,22 | 2          | —     | —          | —     | —          | —     | —          | —     | —          | —     | —          | —     | —          |
| Auzolan Guesalaz (AUZ-G)                          | 15,19 | 1          | 38,83 | 3          | 39,53 | 3          | —     | —          | —     | —          | —     | —          | —     | —          |
| Grupo Guesalaz Independiente (GGI)                | —     | —          | —     | —          | —     | —          | —     | —          | 34,49 | 3          | —     | —          | —     | —          |
| Andia                                             | —     | —          | —     | —          | —     | —          | —     | —          | 22,3  | 1          | —     | —          | —     | —          |

## Personas destacadas
- Josefa Gironés Arteta, (1907-1936): religiosa de las Hermanitas de la Caridad. Fue asesinada en Madrid durante la guerra civil española. Fue declarada Beata de la Iglesia Católica el 13 de octubre de 2013.